# Alaa Abdul-Zahra Khashan
Alaa Abdul-Zahra Khashan (en árabe: علاء عبدالزهرة خشَان; nacido en Bagdad, Irak, 22 de diciembre de 1987) es un futbolista internacional iraquí. Juega de delantero y su equipo actual es el Al-Shorta SC de Irak.

## Trayectoria
Alaa Abdul-Zahra, que actúa de delantero o de centrocampista ofensivo, empezó su carrera profesional en 2004 en el Al-Zawraa. En su primera temporada ayudó al club a clasificarse para la Liga de Campeones de la AFC. En la temporada siguiente el equipo se proclamó campeón de Liga.
Luego emigra a Irán, donde se une al Mes Kerman Football Club. Allí disputó 11 partidos y marcó tres goles.
En 2007 el Dohuk Football Club de Irak y el Shabab Al Ordon Al Qadisiya de Jordania se interesaron por el jugador. Finalmente Alaa Abdul-Zahra decidió fichar por el equipo jordano. Con este club conquista una Copa AFC y una Copa FA Shield de Jordania.
En 2008 Alaa Abdul-Zahra se marcha a Sudán para jugar con el Al Merreikh Omdurmán. Con este equipo gana los dos títulos nacionales: Liga y Copa de Sudán.
En 2009 firma un contrato con su actual club, el Al-Khor Sports Club catarí.

## Selección nacional
Categorías inferiores
Con las categorías inferiores disputó en dos ocasiones el Campeonato Juvenil de la AFC: 2004 y 2006. Es esta última edición marcó 4 goles, siendo el segundo máximo goleador del torneo, solo por detrás del surcoreano Shim Young-Sung (5 tantos).
Consiguió la Medalla de plata en el Torneo de Fútbol en los Juegos Asiáticos de 2006.
Formó parte del equipo que disputó la clasificación para los Juegos Olímpicos de Pekín 2008. Aunque Alaa Abdul-Zahra anotó 6 tantos y se convirtió en el máximo anotador de la fase asiática de clasificación, Irak no se clasificó para los juegos (se quedó a un punto de conseguirlo).
Selección absoluta
Ha sido internacional con la Selección de fútbol de Irak en 17 ocasiones. Su debut con la camiseta nacional se produjo el 8 de junio de 2007 en un partido contra Jordania, y ha marcado 2 goles. 
Ha sido convocado para participar en la Copa Confederaciones 2009.

### Goles internacionales
| # | Fecha      | Lugar                                    | Rival  | Gol | Resultado | Competición                        |
| - | ---------- | ---------------------------------------- | ------ | --- | --------- | ---------------------------------- |
| 1 | 10-01-2009 | Estadio de la Policía Real de Omán, Omán | Kuwait | 1-1 | 1-1       | Copa de Naciones del Golfo de 2009 |

## Clubes
| Club                        | País      | Año       |
| --------------------------- | --------- | --------- |
| Al-Zawraa Sport Club        | Irak      | 2004-2006 |
| Mes Kerman Football Club    | Irán      | 2006-2007 |
| Shabab Al Ordon Al Qadisiya | Jordania  | 2007      |
| Al Merreikh Omdurmán        | Sudán     | 2008-2009 |
| Al-Khor Sports Club         | Catar     | 2009      |
| Al-Kharitiyath SC           | Catar     | 2010-2011 |
| Persija Jakarta             | Indonesia | 2011      |
| Al-Wakrah                   | Catar     | 2012      |
| Duhok SC                    | Irak      | 2012-2014 |
| Tractor Sazi                | Irán      | 2014      |
| Al-Zawraa                   | Irak      | 2015-2017 |
| Al-Shorts                   | Irak      | 2017-2020 |
| Al-Zawraa                   | Irak      | 2020-2021 |
| Al-Shorts                   | Irak      | 2021-Act. |

## Títulos
- Medalla de plata en Fútbol en los Juegos Asiáticos de 2006 (Selección iraquí)
- 1 Liga de Irak (Al-Zawraa, 2006)
- 1 Copa FA Shield de Jordania (Shabab Al Ordon Al Qadisiya, 2007)
- 1 Copa AFC (Shabab Al Ordon Al Qadisiya, 2007)
- 1 Liga de Sudán (Al Merreikh Omdurmán, 2008)
- 1 Copa de Sudán (Al Merreikh Omdurmán, 2008)